# Proconopera cumingi
Proconopera cumingi är en insektsart som först beskrevs av Schmidt 1928.  Proconopera cumingi ingår i släktet Proconopera och familjen dvärgstritar. Inga underarter finns listade i Catalogue of Life.